# Baie de Kakomé
La Baie de Kakomé (albanais : Gjiri i Kakomesë), est une baie située dans les municipalités de Vlorë et Sarandë dans le sud-ouest de l'Albanie. Elle est reconnue comme zone protégée en 2002 et couvre une superficie de 5 hectares.